# Bergek
Bergek (Quercus petraea) kallas också vinterek eller druvek (ekollonen sitter som oskaftade druvklasar). Bergeken förekommer över större delen av Europa. I Sverige har den en sydvästlig utbredning, arten förekommer talrikast i de södra landskapen och mer sällsynt norrut till Östergötland och Värmland.  Den är vanlig i kustnära områden och växer oftast på magra steniga marker. Träden blir 20–25 meter höga. Bladen liknar ekens (Q. robur) blad, men bladbasen är kilformad och undersidan är vanligen tätt stjärnhårig. Blom- och fruktskaften är mycket korta, vilket gör att ekollonen sitter tätt samlade. De korta blom- och fruktskaften är det säkraste sättet att skilja bergeken från ek (Q. robur). I de områden där ek och bergek växer tillsammans kan hybrider bildas.
Som ensamt träd blommar det i 40-årsåldern men i en ekskog dröjer det till 80-årsåldern innan den går i blomning.
Bergek är tillsammans med "vanlig ek", Quercus robur en av två trädarter som i vinsammanhang går under beteckningen "fransk ek", och som används för att tillverka vintunnor som ger fatkaraktär åt vinerna.
Bergek drabbas av olika parasiter och sjukdomar som minskar exemplarets förmåga att föröka sig och som medför en tidigare död. En svampsjukdom som liknar potatisbladmögel men som orsakas av Phytophthora ramorum kan döda en bergek inom kort tid. Sjukdomen introducerades från Nordamerika men den är än så länge ovanlig i Europa. Angrepp från larver av tvåfläckig smalpraktbagge resulterar i lösa barkskivor. Landskap med barkek ersattes med barrskogar. Klimatförändringar medför att arten blir vanligare i Skandinavien medan sydliga bestånd försvinner. I utbredningsområdet förekommer många naturreservat. Bergek är fortfarande vanligt förekommande. IUCN listar arten som livskraftig (LC).